# Erik Pettersson (Radsportler)
Erik Håkan Pettersson, auch Erik Fåglum Pettersson, (* 4. April 1944 in Vårgårda) ist ein ehemaliger schwedischer Radrennfahrer und dreifacher Weltmeister.
Erik Petterson war einer der vier Fåglum-Brüder, die als Team in den 1960er Jahren das Mannschaftszeitfahren auf der Straße dominierten. Dreimal wurden die Brüder in dieser Disziplin gemeinsam Weltmeister, 1967, 1968 und 1969.
Bei den Olympischen Spielen 1964 errangen drei der Brüder die Bronzemedaille im Mannschaftszeitfahren, mit Sven Hamrin anstelle von Tomas Pettersson. Im olympischen Straßenrennen kam er auf den 11. Platz.
Vier Jahre später, bei den Spielen in Mexiko-Stadt, errangen Erik, Sture, Gösta und Tomas Pettersson die Silbermedaille im Mannschaftszeitfahren. Wenige Wochen später wurden drei von ihnen in Montevideo  mit Josef Ripfel (anstelle von Sture) Dritte in der Mannschaftsverfolgung bei der Bahn-WM. Viele Male wurden die Brüder zudem nordische sowie schwedische Meister im Mannschaftszeitfahren. Den Einzeltitel im Straßenrennen bei den nordischen Meisterschaften gewann Erik Pettersson 1963 und 1969. Im Zeitraum von 1963 bis 1968 gewann er sechs nationale Titel im Mannschaftszeitfahren, das in Schweden zu dieser Zeit in Teams von drei Fahrern und über die Distanz von 50 Kilometern ausgetragen wurde.
Erik Pettersson errang auch weitere Einzel-Erfolge: Bei den Olympischen Sommerspielen 1964 wurde er Elfter im Straßenrennen. Dreimal – 1967, 1968 und 1969 – gewann er das wichtige schwedische Rennen Solleröloppet. 1967 siegte er im Eintagesrennen Tyrifjorden Rundt. Mit seinen drei Brüdern gelang es ihm 1968 als erster Vierermannschaft der Welt, eine Zeit unter zwei Stunden über die 100-Kilometerstrecke zu erreichen.
Von 1970 bis 1971 war er Profi, jedoch ohne sich zu profilieren. Er konnte lediglich 1971 ein Straßenrennen in Italien gewinnen.
Benannt wurden die Fåglum-Brüder nach einem Ortsteil von Vårgårda, wo sie aufwuchsen und für den „Fåglums Cykelklubb“ starteten. Tomas Pettersson nahm später wie zwei seiner Brüder (außer Gösta) zusätzlich den Nachnamen „Fåglum“ an, da der Name Pettersson in Schweden sehr häufig ist. Nennenswert war sein 6. Platz 1971 bei Paris–Nizza.